# Хижі риби
Хижі риби — риби, які поїдають інших риб, іноді жаб, мишей, а також інших тварин і птахів. У хижих риб великий рот озброєний численною кількістю гострих зубів. До категорії таких риб відносяться щука, судак, минь, окунь, білизна, сом, вугор, лосось та багато інших.
Хижі риби такі як акули і тунець становлять частину раціону людини, але вони мають особливість накопичувати значну кількість ртуті у їх організмах, якщо вони високо знаходяться у  ланцюгу живлення, особливо хижаки найвищого рівня, через біологічне підсилення.